# Фэгэраш (горный массив)
Фэгэра́ш (рум. Munţii Făgăraşului) — горный массив в Южных Карпатах.
Массив находится в самом центре Румынии, в нём расположены высочайшие вершины страны — Молдовяну (2544 м), Негою (2535 м), Виштя-Маре (2527 м) и Леспези (2522 м). Простирается Фэгэраш примерно на 60 км между долиной Олта и истоками реки Дымбовица.
Геологически массив сложен кристаллическими породами. Склоны покрыты буковыми, дубовыми и хвойными лесами до высоты около 1700 м, выше — горные луга. На высоте выше 2000 м расположено несколько относительно крупных ледниковых озёр.
Через массив проходит Трансфэгэрашское шоссе, соединяющее Валахию и Трансильванию.